# Zły generał
Zły generał, w Polsce znany alternatywnie jako Zbuntowana księżniczka (tytuł oryg. Bridge of Dragons) – amerykański film fabularny (fantastyka naukowa, akcja) z 1999 roku w reżyserii Isaaca Florentine’a. W głównych rolach wystąpili Dolph Lundgren i Cary-Hiroyuki Tagawa, którzy wcześniej współpracowali przy filmie Ostry poker w Małym Tokio (1991). Zły generał był pierwszym filmem wytwórni Nu Image nakręconym w Bułgarii.

## Fabuła
Akcja filmu toczy się po wojnie atomowej. Generał Ruechang chce poślubić księżniczkę Halo. Ta jednak zakochana jest w męskim żołnierzu Warchildzie i nie zamierza wyjść za mąż za wpływowego adoratora. Halo, niechętna rządom generała, dowiaduje się, że jest on mordercą jej ojca. Warchild pomaga dziewczynie w ucieczce.

## Obsada
- Dolph Lundgren – Warchild
- Cary-Hiroyuki Tagawa – Ruechang
- Valerie Chow – Halo
- Gary Hudson – Emmerich
- Scott L. Schwartz – Belmont
- Jo Kendall – Lily, pokojówka
- Bashar Rahal – Robert